# Mirmecofàgids
Els mirmecofàgids (Myrmecophagidae) són una família de vermilingües, el nom de la qual deriva dels mots grecs antics myrmeco, ‘formiga’; i phagos, ‘menjador’. Els mirmecofàgids són originaris de Centreamèrica i Sud-amèrica, des del sud de Mèxic fins al nord de l'Argentina. La família conté dos gèneres i tres espècies, que són el formiguer gegant i les tamandues. El fòssil Eurotamandua del jaciment de Messel a Alemanya podria ser un mirmecofàgid primitiu, però el seu estatus és actualment debatut i sembla més proper als pangolins.